# Galaction Stângă
Galaction Stângă, pe numele de mirean Gheorghe Stângă, (n. 17 mai 1953) este episcopul Alexandriei și Teleormanului și membru al Sfântului Sinod al Bisericii Ortodoxe Române.

## Biografie
S-a născut la data de 17 mai 1953 în satul Constantin Brâncoveanu, comuna Dragalina, județul Călărași (anterior județul Ialomița) din părinții Elena Stângă și Nicolae Stângă. A urmat școala din localitatea natală, Liceul Teoretic din Slobozia (cu Bacalaureat în 1972), iar între 1971 și 1976, atras de "știința despre Dumnezeu", a urmat cursurile Seminarului Teologic "Radu Vodă" din București. 
Pe 1 iulie 1974 este primit la mănăstirea Crasna din județul Prahova, iar în 1977 este tuns în monahism, primind numele Galaction. Pe 28 octombrie 1978 este hirotonit ierodiacon, iar pe 2 noiembrie 1978 este hirotonit ieromonah de către episcopul vicar-patriarhal Roman Ialomițeanul.
În 1 aprilie 1980 a fost numit stareț al mănăstirii Crasna, iar în 1981 devine licențiat în teologie al Facultății de Teologie Ortodoxă din București. În perioada octombrie 1985 - martie 1986 a urmat studii postuniversitare de teologie și ecumenism la Institutul Ecumenic din Bossey, Elveția.
Pe 15 decembrie 1990 este numit în funcția de exarh al mănăstirilor din Arhiepiscopia Bucureștilor, rămânând și stareț al mănăstirii Crasna. În 1994 este ridicat la rangul de arhimandrit. La data de 4 iulie 1996 a fost ales episcop al nou-înființatei Eparhii a Alexandriei și Teleormanului. Întronizarea a avut loc la data de 1 septembrie 1996 în Catedrala Sfântul Alexandru din Alexandria, devenind întâiul Episcop al Alexandriei și Teleormanului.
În calitate de Episcop al Alexandriei și Teleormanului a întemeiat și reînființat numeroase biserici și mănăstiri din cadrul eparhiei - Mănăstirea Pantocrator (Drăgănești-Vlașca), Mănăstirea Sf. Galaction (Crângu), Mănăstirea Brânceni (Brânceni), Mănăstirea Năsturelu (Năsturelu), Mănăstirea Plăviceni (Plăviceni), etc. În plan cultural a înființat Editura Cartea Ortodoxă din Alexandria unde, de-a lungul timpului, au fost editate și publicate diferite lucrări bisericești - acatiste, cărți de rugăciune, paraclise, monografii, studii telologice, etc. - cu binecuvântarea sa; de asemenea, a întemeiat două reviste ale eparhiei: Biserica Ortodoxă (semestrială) și Credința Ortodoxă (cu apariție lunară) și a sprijinit funcționarea Seminarului Teologic "Sf. Calinic de la Cernica" din Turnu Măgurele. În timpul păstoririi sale au fost fondate centre social-filantropice în Roșiorii de Vede, Lada și Negrești (com. Tătărăștii de Jos) în care sunt ajutate copii și tineri fără posibilități materiale, bătrâni cu boli cronice și persoane defavorizate.
Preasfinția Sa este și vicepreședinte al Societății Numismatice Române și președinte al Secțiunii Alexandria.

## Controverse
Preasfințitul Galaction, Episcopul Alexandriei și Teleormanului, a fost subiectul unor controverse legate de nerespectarea normelor canonice, statutare și regulamentare privitoare la hirotonie. Conform unei comunicări a Cancelariei Sfântului Sinod din 25 octombrie 2024, Sfântul Sinod al Bisericii Ortodoxe Române a examinat mai multe cazuri de nerespectare a disciplinei canonice și statutare privind hirotonia, printre care și abaterile episcopului Galaction. Acesta a hirotonit teologi din alte eparhii fără acordul prealabil al chiriarhilor acestora, inclusiv persoane care nu îndeplineau toate condițiile cerute pentru a deveni clerici. Unele dintre aceste hirotonii au fost asociate practicii simoniei, care constă în oferirea sau primirea de foloase materiale pentru a obține preoția sau alte funcții bisericești, fiind considerată o formă de corupție, iar o parte dintre clericii hirotoniți își desfășoară activitatea în alte eparhii decât cele pentru care au fost numiți.
Pentru aceste abateri, Sfântul Sinod i-a adresat Episcopului Galaction o mustrare verbală în ședința din februarie 2023 și a solicitat transmiterea unei liste cu toți clericii hirotoniți în ultimii cinci ani care nu își desfășoară activitatea în Episcopia Alexandriei și Teleormanului. De asemenea, Sinodul a subliniat necesitatea respectării stricte a regulamentelor bisericești pentru prevenirea unor astfel de situații.
O altă situație care a afectat imaginea episcopiei a fost scandalul preotului Nicu Chiriță, fost vicar eparhial al Episcopiei Alexandriei și Teleormanului, acuzat de delapidare și fals, cu un prejudiciu estimat la peste 4,9 milioane de lei. Deși Galaction nu a fost implicat direct, evenimentul a atras atenția asupra administrației eparhiale.